# Notiphila bella
Notiphila bella är en tvåvingeart som beskrevs av Friedrich Hermann Loew 1862. Notiphila bella ingår i släktet Notiphila och familjen vattenflugor. Inga underarter finns listade i Catalogue of Life.